# Francisco de Toledo
Pour les articles homonymes, voir Francisco de Toledo (vice-roi).
Francisco de Toledo (autrefois francisé en François Tolet), né le 4 octobre 1532 à Cordoue (Espagne) et décédé le 14 septembre 1596, à Rome, était un prêtre jésuite espagnol du XVIe siècle. Il fut l'un des premiers grands philosophes et théologiens de la Compagnie de Jésus, dont il devint également, en 1593, le premier cardinal.

## Biographie

### Formation et enseignement
Francisco de Toledo étudie la philosophie à Saragosse et la théologie à Salamanque, notamment auprès de Domingo de Soto. Il entre dans la Compagnie de Jésus le 3 juin 1558, et passe quelques mois au noviciat de Simancas avant d'être appelé à Rome, dès 1559, par le supérieur général de la Compagnie, Jacques Lainez.
Au 'Collegio Romano', il enseigne la philosophie de 1559 à 1562, et les commentaires de l'œuvre d'Aristote qu'il écrivit durant cette période comptent parmi ceux qui furent le plus diffusés durant le XVIe siècle. Il y enseigne ensuite la théologie de 1562 à 1569. Il en sortira un commentaire de la Summa de Thomas d'Aquin, qui ne fut publié qu'au XIXe siècle. Conjointement à son enseignement il est durant cette période recteur de plusieurs séminaires à Rome, parmi lesquels le Collegio Germanico.

### La «politique» ecclésiastique
À partir de 1569, il est de plus en plus pris par le service du Saint-Siège. Pie V le nomme théologien de la Sacrée Pénitence et de l'Inquisition, ainsi que prédicateur apostolique à la cour papale, poste qu'il conserve pendant 24 ans. Il est également nommé consulteur du Saint-Office et membre de presque toutes les congrégations de la Curie romaine.
En 1570, il intervient lors du procès contre l'archevêque de Tolède, Bartolomé Carranza, en faveur de ce dernier.
En 1571, il accompagne le cardinal Commendone en Pologne, Allemagne et en Autriche, où il traite à plusieurs reprises de la question du droit de l'usure. Il est également envoyé par le pape Grégoire XIII à Louvain, en Belgique, où il obtient du chancelier de l'université la rétractation de Michel De Bay (Baïus).

### Le cardinal Toledo
En récompense de ses services, il est nommé cardinal lors du consistoire du 17 septembre 1593, et s'engage alors dans des missions délicates, comme celle visant à réconcilier le roi de France Henri IV avec l'Église catholique.
Toledo joue également un rôle important dans la révision de la Vulgate. Décrétée par le concile de Trente et préparée par divers travaux, Sixte V établit en 1585 une commission sous l'autorité du cardinal Antonio Carafa pour terminer ce travail, dont le résultat est finalement publié de manière précipitée en 1590, après que le pape lui-même ait pris en mains la rédaction finale, sans tenir compte des recommandations formulées par Toledo.
Sixte V meurt la même année, et son successeur Grégoire XIV met en place une nouvelle commission, placée sous l'autorité du cardinal Marco Antonio Colonna, dont le Cardinal Toledo est également un des conseillers. Après la disparition rapide de Grégoire XIV et de son successeur Innocent IX, Clément VIII reprend en main le projet de révision et confie la rédaction finale à Toledo. L'édition finale, connue sous le nom d'édition sixto-clémentine, est finalement rendue publique le 9 novembre 1592 par la bulle Cum sacrorum Bibliorum.
Au cours de ces années, Toledo produit plusieurs commentaires bibliques, en particulier celui de l'Évangile selon Jean, de l'Épître aux Romains. Le commentaire de l'Évangile selon Luc reste inachevé.

## Œuvres
- (la) Commentarii in prima XII capita sacrosancti Iesu Christi D.N. Evangelii secundum Lucam, Romae, Giovanni Antonio Franzini, Girolamo eredi Franzini, Luigi Zanetti, 1600 (lire en ligne)
- (la) Instructio sacerdotum ac poenitentium, Roma, Giovanni Antonio Franzini & Girolamo Franzini, eredi, 1601 (lire en ligne)
- (la) Commentarii et annotationes in Epistolam Beati Pauli apostoli ad Romanos, Romae, Paolino Arnolfini, 1602 (lire en ligne)
- (la) Instructio sacerdotum ac poenitentium, Brixiae, Bartolomeo Fontana, 1624 (lire en ligne)

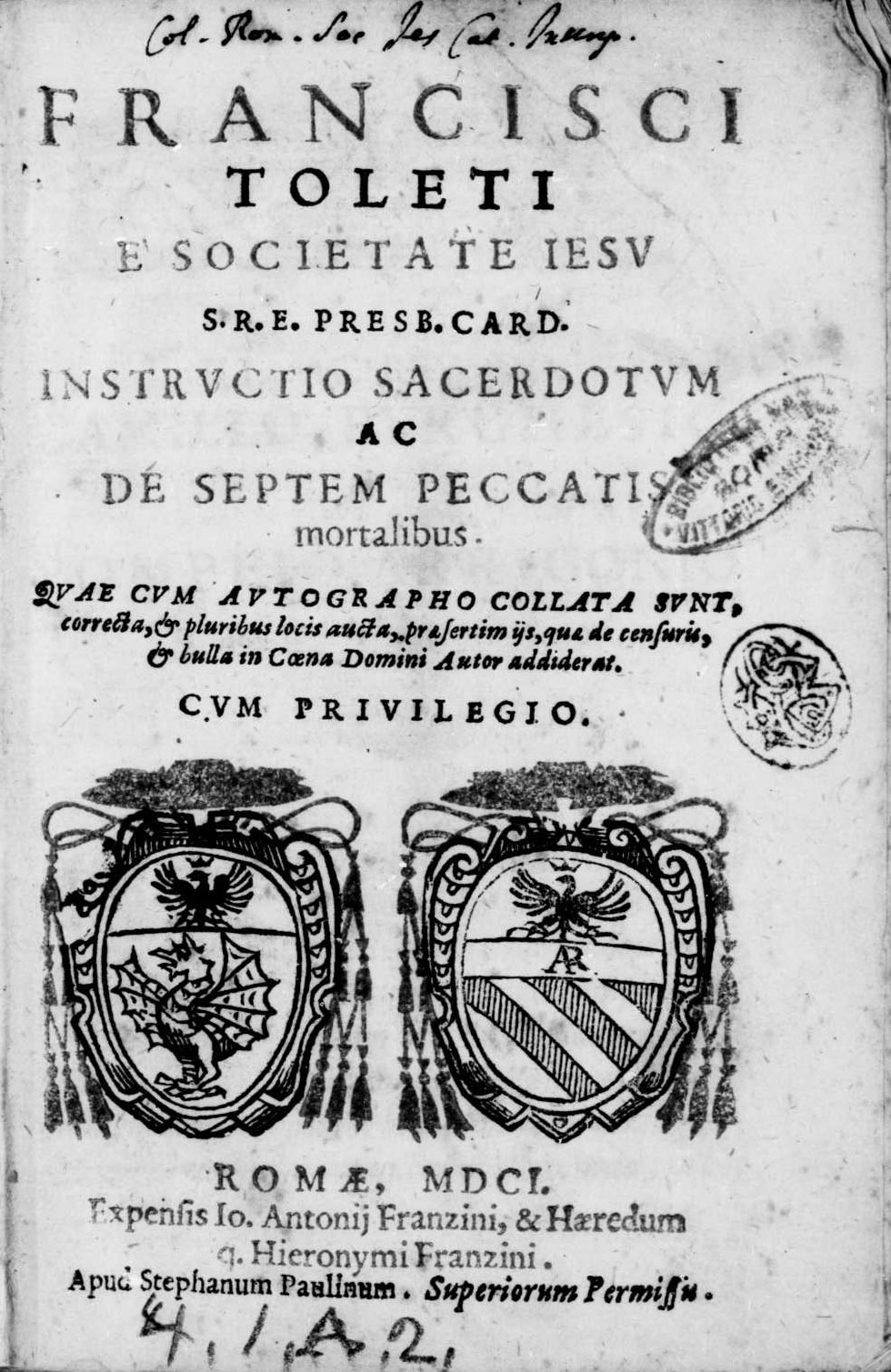
Instructio sacerdotum ac poenitentium, 1601
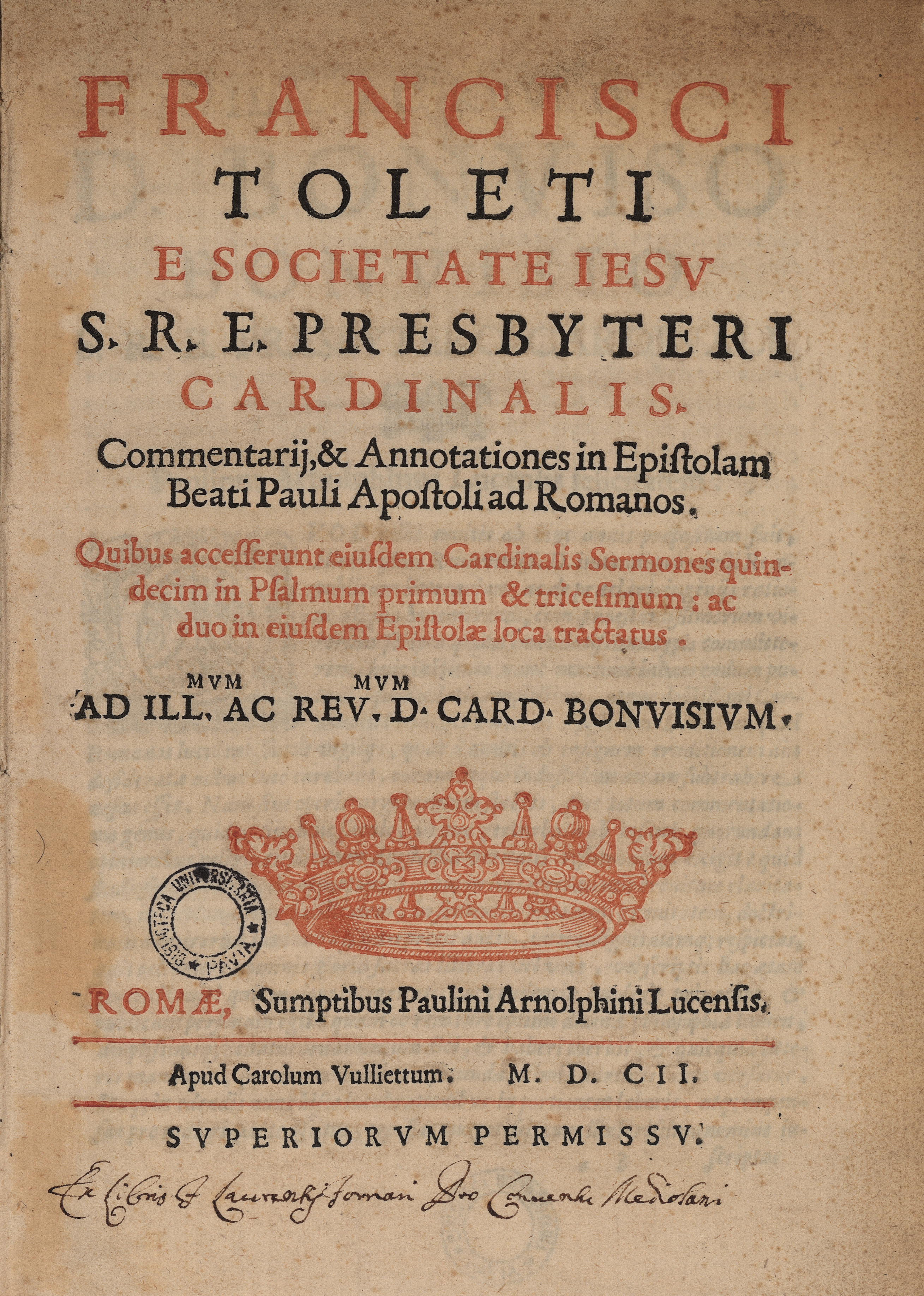
Commentarii et annotationes in Epistolam Beati Pauli apostoli ad Romanos, 1602